# Военный эрарий
Военный эрарий (aerarium militare) — военная казна в Римской империи, учрежденная Октавианом Августом для выплаты наградных ветеранам римской армии.

## Причины создания
Профессионализация армии в Римской республике создала проблему социального обеспечения ветеранов. В поздней республике солдатам в качестве награды за службу выдавались лишь участки земли для ведения хозяйства. Передел этой земли военачальниками приводил к волнениям среди низших классов, а лишенные финансового обеспечения ветераны могли быть склонны к переворотам и поддержке мятежных полководцев. Введение государственного пособия повышало преданность солдат государству.

## Учреждение
Август считал учреждение военного эрария одним из своих главных достижений. В 6 году нашей эры он создал его и вложил в него 170 миллионов сестерциев из личных средств, а также взносы от подвластных царей и городов. Однако этих сумм оказалось недостаточно, поэтому для финансирования военного эрария был введен налог на наследство в размере 5 процентов, а также налог на продажи с аукционов — 1 процент.
По окончании службы (шестнадцать лет в преторианской гвардии, от двадцати до двадцати шести лет в легионе) солдат получал почетное увольнение и единовременную выплату. В конце правления Августа она составляла 20000 сестерциев для преторианцев и 12000 для легионеров, что было эквивалентно их жалованью за 12 лет службы. Суммы выплат оставались неизменными до времен императора Каракаллы, который увеличил их легионерам до 20000 сестерциев. Наградные преторианцам тоже были увеличены, но точная сумма неизвестна.
Известно, что в 65 году нашей эры здание военного эрария располагалось на Капитолийском холме, хотя остается неясным, был ли это склад для монет или контора для финансовых операций. Управляли им три префекта из числа бывших преторов.